# ヴィリニュス大議会
ヴィリニュス大議会（ヴィリニュスだいぎかい、リトアニア語:Didysis Vilniaus Seimas）は、当時ロシア帝国領であったリトアニアのヴィリニュスで開催された集会。

## 背景
18世紀末のポーランド・リトアニア分割の結果、リトアニア大公国はロシア帝国領となった。ロシア帝国のもとでは、当初リトアニア県が設置され、のちにヴィリナ県とグロドノ県に分割されたのちも両者を合わせて「リトアニア」と称された。しかし、11月蜂起（1831年）の鎮圧後は「リトアニア」という名称は公式には用いられなくなった。そして、「リトアニア」の意味は、多民族・多言語国家であったかつてのリトアニア大公国（歴史的リトアニア）からリトアニア語を母語とするリトアニア人からなるリトアニアという近代的・言語的概念へと変化していった。1月蜂起（1863年）の鎮圧後、ロシア政府は、ロシア化政策やリトアニア語出版禁止令でリトアニア文化を弾圧した。ロシアに対抗する中でリトアニアナショナリズムの形成が進み、ロシア帝国内での自治を目指すリトアニア人政党が多数生まれ、リトアニア人民主党やリトアニア社会民主党が誕生した。
1904年4月24日にリトアニア語出版禁止令が解除され、ラテン文字表記のリトアニア語出版が解禁された。政党の機関紙が多数出版され、日露戦争でのロシア軍の劣勢がリトアニア内で広まると、抑圧体制の崩壊は近いとしてリトアニア社会民主党の革命宣伝が強化された。1905年1月の血の日曜日事件を発端とするストライキがリトアニアでも頻発し、ロシア本国でロシア第一革命が発生すると、皇帝ニコライ2世は混乱の終息のため十月詔書を公布した。

## ヴィリニュス大議会
ヴィリニュス大議会は、十月詔書により政治的権利が保証されドゥーマの選挙が示唆されたことを口実に、ヨナス・バサナヴィチュスの提唱により、1905年12月4日から12月5日まで開催された。信条や身分問わずリトアニア人なら参加でき、ナショナリスト、民主主義者、社会主義者、聖職者など約2000人が参加した。組織政党としては、リトアニア人民主党とリトアニア社会民主党が参加し、さらに、リトアニア・キリスト教民主党とリトアニア農民連合の二つのナショナリズム政党がこれを機に誕生した。議長にはヨナス・バサナヴィチュス（無党派）、副議長にはステポナス・カイリース（リトアニア社会民主党）、その他議長団にはアンターナス・スメトナ（リトアニア人民主党）、プランツィシュクス・ブーチース（キリスト教民主党）、ユオザス・スタンクーナス（農民連合）が選出された。
ヴィリニュス大議会では、以下の点が議決された。
- ツァーリズムをリトアニア人にとっての最大の敵とみなし[4]、ロシア帝国内の諸民族と連帯してこれと戦う[1]。
- ヴィリナ県、コヴノ県、ポーランド立憲王国スヴァウキ県（英語版）の3県のうちリトアニア語が話されている地域を「リトアニア」とし、ヴィリニュスをその首都と定め、普通選挙、男女平等を保障し、差別を撤廃し、リトアニアの自治を樹立する[4]。
- リトアニアにおけるリトアニア以外の民族も、完全な自由を保障される[4]。
- 性別、民族、宗教に関わらず、直接秘密選挙によって選出される議会（セイマス）を設置する[5]。
- ロシア帝国の連邦化が実現する際にはポーランドによるスヴァウキのリトアニア人を同化から守るためスヴァウキをリトアニアに編入する[1]。
- 自治確保のためロシア人教師のいる初等学校に通わせず、税金を払わない。兵役をボイコットする。裁判所に訴訟を出さない[1]。
- 行政言語、教授言語をリトアニア語とし、教師には在地出身者を充てる。教会でのミサもリトアニア語を優先とする[1]。